# نور-اداد

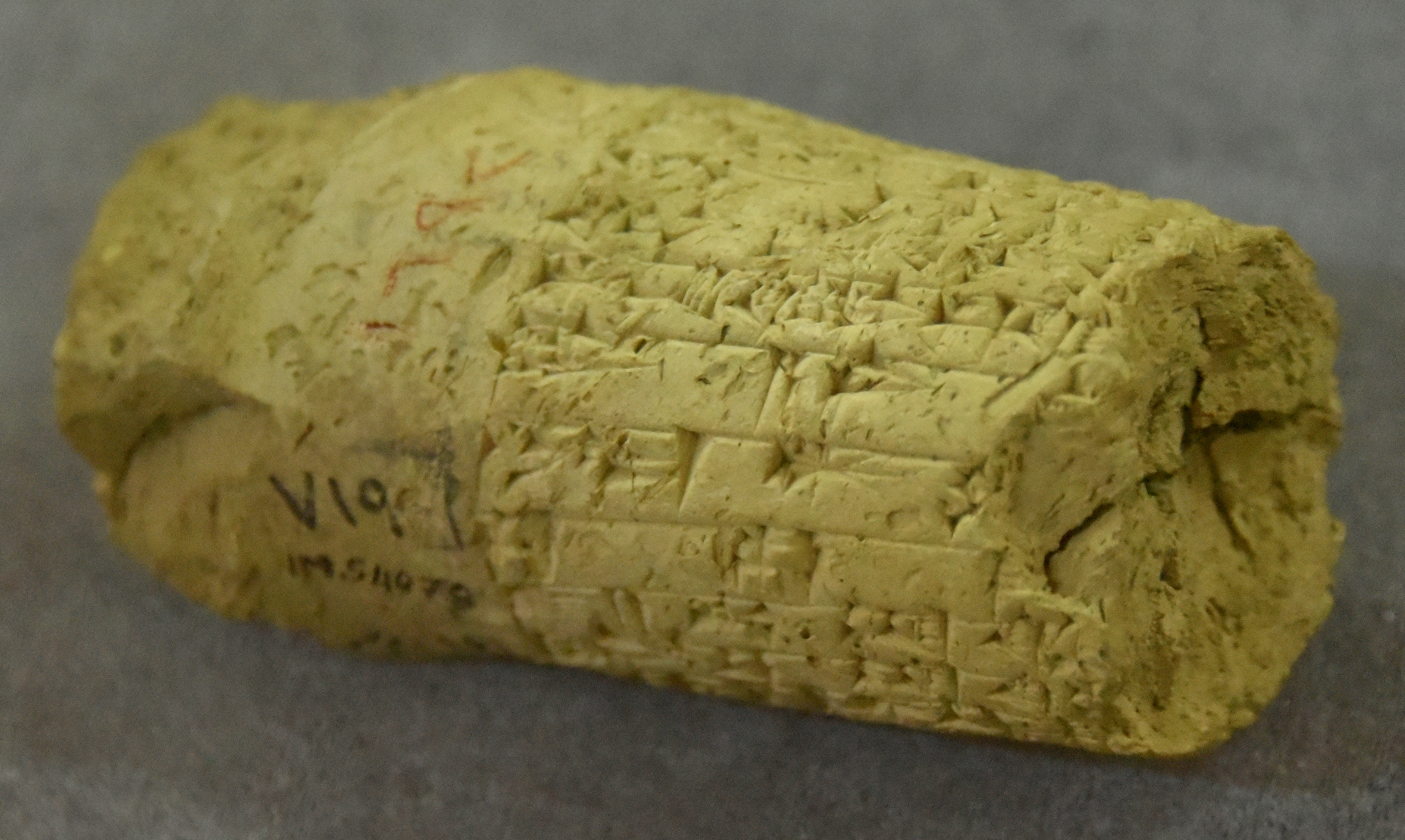
استوانه سفالی نور-اداد، پادشاه لارسا. متعلق به قرن ۲۰ قبل از میلاد. کشف شده در عراق. این استوانه هم‌اکنون در موزه سلیمانیه نگهداری می‌شود

نور-اداد از سال ۱۸۰۱ پیش از میلاد تا ۱۷۸۵ پیش از میلاد (طبق گاهشناسی کوتاه) بر شهر باستانی لارسا در خاور نزدیک باستان، حکم می‌راند. همزمان با دوران حکومت نور-اداد، سومو-لا-ال بر بابل حکومت می‌کرد.